# Quebrada de Retamilla
La quebrada de Retamilla o quebrada de Berenguela o quebrada de Paucata o río Tiliviche es un curso de agua intermitente de la región de Tarapacá, en Chile. Nace en la Sierra de Tolompa  y fluye hacia el oeste hasta confluir con la quebrada Camiña.

## Trayecto
Nace con el nombre de quebrada de Berenguela de la unión de varios cursos que drenan las laderas del lado sur de la sierra de Tolompa (4580 m) en el cerro Cotasa. Se dirige al oeste hasta Tiliviche donde pasa a tomar ese nombre, y se une a la quebrada de Tana o Camiña en Quiuña Bajo, unos 18 km antes de su llegada al mar. En total tiene un desarrollo de 125 km.

## Caudal y régimen
No se conocen registros de su caudal, pero L. Risopatrón tiene una entrada en su diccionario para:
Yapulla (Manantial). 19° 13' 69° 10' Revienta en los oríjenes de la quebrada de Berenguela. 77, p. 118; 95 p. 45; i 149, I, p. 141; i arroyo en 2, 7 p. 220; i 2, 8, p. 291.: 947 
En varios mapas aparece también los baños Berenguela. Ver por ejemplo el mapa de la zona del IGM de 1954

## Historia
Luis Risopatrón lo describe en su Diccionario jeográfico de Chile (1924):
Retamilla (Quebrada de ). Casi toda es seca, con escepción de la aguadita de Paucata, con la que se riegan algunos árboles frutales, corre hacia el SW i desemboca en la de Tiviliche; se encuentra en el sendero que comunica al pueblo de Camiña, con el caserío sde Soga i es llamada también Paucata o de Berenguela.